# 3386 Клементінум
3386 Клементінум (3386 Klementinum) — астероїд головного поясу, відкритий 16 березня 1980 року.
Тіссеранів параметр щодо Юпітера — 3,303.